# Ёсики Такая
Ёсики Такая (яп. 高屋 良樹 Такая Ёсики, род. 21 февраля 1960 года в Акита) — японский мангака, наиболее известен как создатель манги «Гайвер», которая многократно была адаптирована в аниме, и даже в нескольких фильмах. 
Ёсики Такая это творческий псевдоним, настоящего имени автора никто не знает.
Карьеру мангаки он начинал как художник хентай-манги жанра лоликон. В то время он был известен под псевдонимом Мориво Тими (яп. ちみ もりを Тими Мориво). Несколько его работ были напечатаны в журнале манги для взрослых Lemon People. Одна из его ранних работ, манга Hades Project Zeorymer была адаптирована студией AIC в оригинальный видео-сериал из четырёх серий, выходивших в 1988—1990 годах. Под псевдонимом Мориво Тими он также публиковался в лоликон-антологии Petit Apple Pie.

## Работы
под псевдонимом Мориво Тими:
- Hades Project Zeorymer[англ.] (яп. 冥王計画ゼオライマー Пуродзэкуто Дзэорайма:, «План Плутона „Зеораймер“») (1983–1984)
- Ta-ta-ka-e Otō-san (яп. た·た·か·え お父さん!! Та-та-ка-э ото:-сан, «Сражайся, отец!!!») (1984)
- ALEF (1985)
- Cross Fire (яп. クロス·ファイア Куросу файа, «Перекрёстный огонь») (1985)
- Kokoro no Yami ni Ai no Uzu (яп. 心の闇に愛の渦 Кокоро но ями ни ай но удзу, «Водоворот любви во тьме сердец») (1986)

под псевдонимом Ёсики Такая:
- Bio Booster Armor Guyver (яп. 強殖装甲ガイバー Кё:сёку со:ко: Гайба:, «Совершенное биооружие Гайвер») (1985–н. в.; на перерыве с 2016)